# Chetone
Chetone is een geslacht van vlinders van de familie spinneruilen (Erebidae), uit de onderfamilie Arctiinae.

## Soorten
- C. angulosa Walker, 1854
- C. catilina Cramer, 1775
- C. conjuncta Hering, 1925
- C. decisa Walker, 1854
- C. felderi Boisduval, 1870
- C. guapa Schaus, 1910
- C. histrio Boisduval, 1870
- C. hydra Butler, 1871
- C. isse Hübner, 1831
- C. ithomia Boisduval, 1870
- C. ithrana Butler, 1871
- C. kenara Butler, 1871
- C. malankiatae Strand, 1921
- C. meta Druce, 1895
- C. mimica Butler, 1874
- C. phaeba Boisduval, 1870
- C. phyleis Druce, 1885
- C. salvini Boisduval, 1870
- C. studyi Hering, 1925
- C. suprema Hering, 1925
- C. variifasciata Hering, 1930